# Reno (Teksas)
Reno je grad u američkoj saveznoj državi Teksas. Prema popisu stanovništva iz 2010. u njemu je živjelo 2.494 stanovnika.